# Brosimum potabile
Brosimum potabile é uma espécie da ordem rosales, que foi descrita pela primeira vez por Adolpho Ducke. Brosimum potabile pertence ao gênero Brosimum e à família Moraceae.
É encontrada na América do Sul, mais especificamente, na Colômbia (Departamento de Vaupés), na Venezuela (região Amazonas), no Peru e no Equador.
A árvore é nativa do Brasil, mas não é endêmica do país. Suas ocorrências confirmadas estão nas regiões Norte, incluindo Acre, Amazonas, Pará e Rondônia, e no Centro-Oeste, em Mato Grosso. Ela se distribui no domínio fitogeográfico da Amazônia, sendo típica de vegetações como campinarana, floresta de terra firme e floresta ombrófila (floresta pluvial). Essa espécie se adapta bem às condições climáticas e ambientais da região amazônica.